# Carl Reuterswärd (1853–1932)
Carl Fredrik Casper Reuterswärd, född den 21 september 1853 i Stockholm, död den 7 december 1932 i Strängnäs, var en svensk militär. Han var son till Patric Reuterswärd samt far till Patrik och Gösta Reuterswärd.
Reuterswärd blev underlöjtnant vid Första livgrenadjärregementet 1874, vid Livregementets husarkår samma år och löjtnant där 1879. Han var ordonnansofficer vid Fjärde militärdistriktets stab 1878–1880, ordonnansofficer hos kronprinsen 1880, adjutant där 1889 och hos honom som kung 1908. Reuterswärd befordrades till ryttmästare vid Livregementets husarer 1889, till major där 1898, och till överstelöjtnant där 1902, i regementets reserv 1908. Han blev riddare av Svärdsorden 1895.